# Małyj Lipowczik
Małyj Lipowczik (ros. Малый Липовчик) – wieś (ros. деревня, trb. dieriewnia) w zachodniej Rosji, w sielsowiecie lipowskim rejonu wołowskiego w obwodzie lipieckim.

## Geografia
Miejscowość położona jest w dorzeczu rzeki Lipowiec, 1,5 km od centrum administracyjnego sielsowietu lipowskiego (Lipowiec), 5 km od centrum administracyjnego rejonu (Wołowo), 129 km od stolicy obwodu (Lipieck).
W granicach miejscowości znajduje się ulica Stiepnaja (9 posesji).

## Demografia
W 2012 r. miejscowość zamieszkiwało 9 osób.